# Nysa Mała
Nysa Mała - en français la Petite Neisse - est une rivière de Pologne en Basse-Silésie, affluent de la Nysa Szalona, donc un sous-affluent de l'Oder par la Kaczawa.

## Géographie
Les sources de la Nysa Mała sont situées dans les contreforts de Kaczawa à proximité du village de Lipa.
La partie supérieure de la rivière traverse les collines densément boisées du parc national connu sous le nom de Chełmy.
Une grande partie du cours de la Nysa traverse une forêt de feuillus, appelée parfois Forêt des Cochons.
L'ensemble du parcours de la rivière est situé au sud de Jawor, et au nord de la Bolków et court d'ouest en est.
La Neisse furieuse après avoir reçu l'eau de la Petite Neisse, son principal affluent, est le plus grand et le plus important affluent de la Kaczawa.

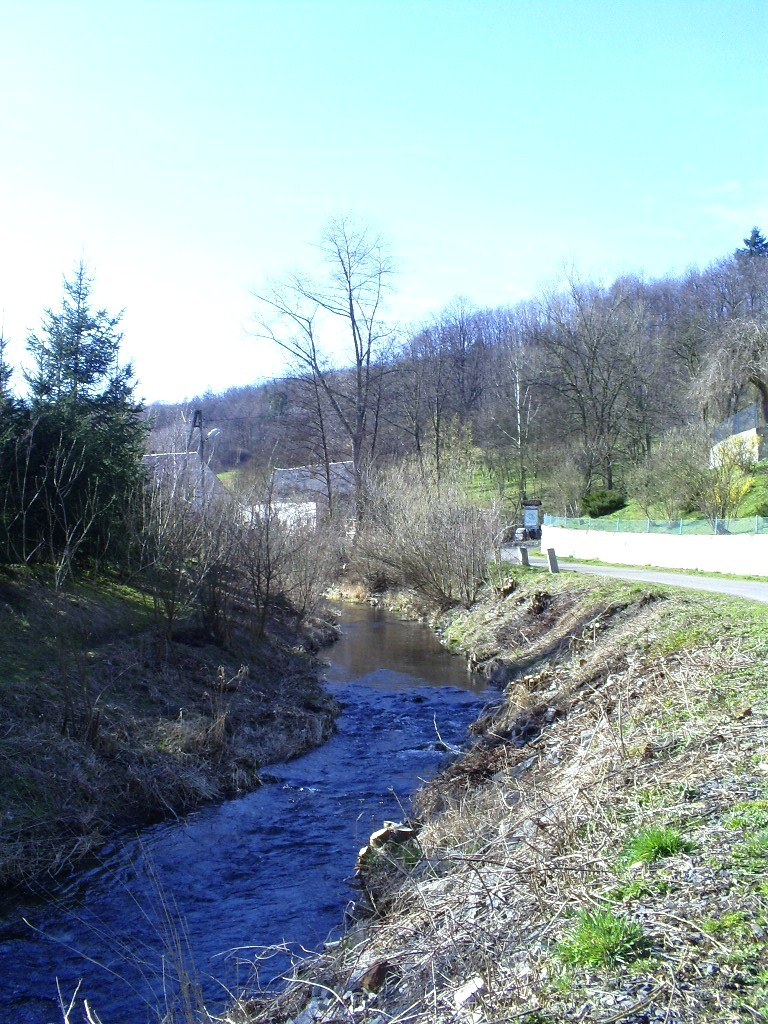
La rivière après sa sortie de la forêt